# Rudolf Hamburger
Rudolf Hamburger (* 3. Mai 1903 in Landeshut in Schlesien; † 1. Dezember 1980 in Dresden) war ein deutscher Architekt und Agent der GRU, des militärischen Nachrichtendienstes der UdSSR.

## Leben
Rudolf Hamburger studierte zunächst in Dresden, wo er sich mit Richard Paulick anfreundete, dann an der Technischen Hochschule Berlin bei Hans Poelzig Architektur. Er war dort Mitglied der von seinem Kommilitonen Hermann Zweigenthal initiierten Gruppe Junger Architekten (G.J.A.). Nach seiner Heirat 1929 mit Ursula Kuczynski, die später als „Stalins beste Spionin“ galt, ging Rudolf Hamburger 1930 nach Shanghai, um dort als Architekt für die Stadtverwaltung zu arbeiten. Er wurde dadurch zu einem wichtigen Wegbereiter für die Entwicklung der modernen Architektur in China. Sein für 100 Schwestern konzipiertes Wohnheim Victoria Nurses' Home für das britische Country Hospital und ist heute Bettenhaus des Huadong Hospital.
1933 half er Richard Paulick bei dessen Flucht nach Shanghai. Gemeinsam mit seiner Ehefrau und dem inzwischen geborenen Sohn Michael kehrte er 1937 nach Europa zurück, lebte eine Zeitlang in Polen und in der Schweiz. Im Frühjahr 1939 schickte ihn der Geheimdienst nach China. Später ging er dann offiziell als Architekt des Industrieministeriums, in Wahrheit aber für den militärischen Nachrichtendienst der Sowjetunion bis 1943 in den Iran.
Inzwischen waren nicht nur die Briten und Amerikaner auf ihn und seine Spionagetätigkeit aufmerksam geworden. Auch die Sowjetunion vermutete in ihm einen Doppelagenten. 1943 wurde er in Moskau mit einer fingierten Anklage verurteilt und in ein Arbeitslager deportiert, aus dem er erst 1952 freigelassen wurde. Bis 1955 lebte er in der Verbannung in der Ukraine. Mit der Hilfe Paulicks konnte er 1955 in die DDR ausreisen. Zeitweise war er danach stellvertretender Leiter für den Aufbau von Hoyerswerda. 1990 wurde Rudolf Hamburger in Moskau posthum rehabilitiert.

## Familie
Der Übersetzer, Publizist und Dramaturg Maik Hamburger war sein Sohn, der Entwicklungsbiologe Viktor Hamburger war sein Bruder.

## Werk
Die Tagebücher von Rudolf Hamburger erschienen 2013 unter dem Titel Zehn Jahre Lager, Herausgeber ist Hamburgers Sohn Michael. Das Buch wurde positiv rezipiert, beispielsweise zeigte sich Regina Mönch in der FAZ „tief berührt“ über das Schicksal der Person.